# 90° East Lake
Der 90° East Lake (auch 90 Degrees East, deutsch „90 Grad Ost“) ist ein subglazialer See in der Antarktis. Mit einer Fläche von etwa 2000 km² ist er der zweitgrößte bekannte subglaziale See in der Antarktis, nach dem Wostoksee. 90 Degrees East wurde im Januar 2006 zusammen mit dem Sowjetskaja-See von Robin Bell und Michael Studinger, Geophysikalischen Forschern von der Columbia University, entdeckt. Benannt ist er nach dem 90. östlichen Meridian, auf dem er liegt. Der See liegt bei 77° 24' Süd / 90° Ost in der Nähe der aufgelassenen Antarktisstation Sowjetskaja und ist mindestens 900 Meter tief, während von einer maximalen Tiefe von 3000 Meter ausgegangen wird. Seine Wassertemperatur wird auf −2 °C geschätzt. Insgesamt wurden inzwischen (Stand 2006) mehr als 145 weitere Seen identifiziert, die unter dem Eis eingeschlossen sind. Der Eisstausee enthält sowohl salzhaltige als auch Süßwasserschichten.